# Роберт Милар
Роберт "Боб" Милар (12. мај 1890 − 22. фебруар 1967) је био шкотско амерички фудбалер нападач и тренер америчке репрезентације на првом ФИФА Светском првенству 1930. године. Током своје бурне каријере Милар је играо са око двадесетак тимова у најмање пет америчких лига, као и две сезоне у Шкотској фудбалској лиги. Каријеру је завршио као успешан професионални и репрезентативни тренер. 

## Фудбалска каријера

### Професионална
1909, Милар је започео професионалну каријеру са ФК Сент Мирен из Шкотске фудбалске лиге. Напустио је Ст. Мирен 1911. године како би се преселио у Сједињене Државе, придружио се клубу Disston A.A. током сезоне 1912-1913. 1913. прешао је у Brooklyn Field Националне асоцијације фудбалске лиге (НАФБЛ). У јануару 1914. године Brooklyn Field је играо против Disston-а у четвртфиналу америчког купа 1914. године. Током утакмице Милар је учествовао у свађи са навијачем Disston-а, што је резултирало свађом навијача и играча оба тима. Касније те године Brooklyn Field је освојио први Национал куп победом над Brooklyn Celtic-ом, при чему је Милар асистирао у победничком голу. Ова победа је учинила Brooklyn  првим тимом који је освојио оно што би могло постати познато као УС Опен Куп.
У септембру 1914. године Милар је прешао у Bethlehem Steel за сезону 1914–1915. савезничке лиге Филаделфије. Те сезоне постигао је педесет девет голова у тридесет три утакмице лиге и купа, поставивши амерички рекорд. Сезона је кулминирала тиме што је Bethlehem освојио Национални куп 1915, победом од 3:1 над Brooklyn Celtic-ом. Милар је постигао први гол за свој тим.
Почетком 1916. године, Милар је потписао уговор са Babcock & Wilcox из НАФБЛ-а, али је позајмљен и Philadelphia Hibernian-у и Allentown-у. У фебруару 1916. године, Милар је потписао са клубом New York Clan MacDonald за такмичење у Државном купу Њујорка, Philadelphia Hibernian за лигашке игре и St. George F.C. из Фудбалске лиге државне асоцијације Њујорка. У неком тренутку Милар је можда играо и за тим у Фудбалској лиги Ст. Луис, јер чланак у часопису од 27. децембра 1918. помиње његов повратак са играња одатле. У децембру 1918. године Милар се придружио Bethlehem Steel-у, али га је напустио седам месеци касније да би потписао са Brooklyn Robins Dry Dock-ом за сезону 1919-1920. Међутим, имао је значајних неслагања са саиграчима и оставио их је у пролеће 1920. године да би се придружио клубу J. & P. Coats Јужне фудбалске лиге Нове Енглеске. Потом је прешао у Erie A.A. током сезоне 1920-1921. 
У јануару 1921. суспендован је на два месеца након што је ударио бившег саиграча Robins-а, Нила Кларка током полувремена због пораза Erie A.A. у Националном купу од Robins-а. Пошто Милар није био у могућности да игра до краја сезоне НАФБЛ, Erie A.A. га је позајмио ФК Tebo Yacht Basin; У мају, Милар се састао са Robins-ом када је Tebo победио Robins Dry Dock у Државном купу Њујорка.  Милар се поново придружио клубу J. & P. Coats за прву сезону 1921–1922, недавно основане Америчке фудбалске лиге. 
1922. године Милар их је напустио и потписао уговор са Fall River Marksmen-ом, али тим га је отпустио у јануару 1923. године, након што је одиграо само шест утакмица. Придружио се New York Field Club-у, остатак сезоне, као и у сезони 1923-1924. Међутим, поново није завршио сезону са њима, већ је прешао у New York Giants. У августу 1925. године Милар је потписао са Indiana Flooring-ом као играч и тренер. 1927. године Чарлс Стоунхем је купио Flooring и преименовао тим у New York Nationals. Милар наставља да тренира и игра за Nationals до почетка Фудбалских ратова 1928. године. У том сукобу, Фудбалски савез Сједињених Држава прогласио је Америчку фудбалску лигу "лигом ван закона". 
Октобра 1928. године, Милар је поднео оставку у Nationals-у, обавештавајући руководство тима. Затим је прешао код New York Giants  који су избачени из АСЛ-а у оквиру "фудбалског рата". УСФА је потом посредовала у стварању Источне фудбалске лиге као дома АСЛ тимова који су желели да поврате свој статус "званичних" ФИФА тимова. Остао је са New York Giants-има док се нису вратили у АСЛ 1929. године. 

### Национални тим
1925. године Милар је позван у амерички национални тим на две утакмице са Канадом. Канада је прву утакмицу, 1-0, добила 27. јуна 1925. године. САД су 11. новембра 1925. победиле у реваншу, 6–1. Ова утакмица је била нерешена 1-1 на полувремену, али је Милар асистирао код другог гола САД, који је постигао Арчи Старк убрзо након полувремена.

## Тренерска каријера

### Клуб
Милар је започео тренерску каријеру када га је 1925. године ангажовала Indiana Flooring као играча и као тренера. Остао је њихов тренер кроз промену имена 1927. у New York Nationals, али је поднео оставку у октобру 1928, током фудбалских ратова. Касније је тренирао Newark Skeeters 1929. године. 

### Национални тим
Милар је изабран за тренера америчког националног тима за ФИФА светско првенство 1930. године. Успех националног тима на првом Светском купу као полуфиналисте стигао је као изненађење, тим више што су победили у оба своја меча у групи (против Белгије и Парагваја), а да нису примили ни један гол. У полуфиналу су претрпели значајну несрећу, повређена су два играча током утакмице против Аргентине. Након елиминације из првенства, САД су одиграле низ егзибиционих утакмица против јужноамеричких професионалних и регионалних Ол стар тимова. Од тих утакмица, пораз од 4:3 од Бразила био је једина званична међународна утакмица. Милар је свој мандат тренера репрезентације завршио са резултатом 2:2.
Милар је уведен у америчку Фудбалску кућу славних 1950.

## Лични живот
Милар има ћерку, Мари Мартин, која живи у Грешаму, Орегон.